# 日産サティオ高知
株式会社日産サティオ高知（にっさんサティオこうち）は、高知県高知市に本社のある、日産自動車の店である。サニーマートの関連企業でもある。高知県にはモーター系販売会社が存在していなかったため、1993年からモーター系車種を販売していた。

## 沿革
- 1966年8月1日 - 高知市上町一丁目6番14号に日産サニー高知販売株式会社を資本金2,000万円で設立。後に高知市鴨部1番地1（現在の西店）にショールームを設置。
- 1967年4月1日 - 本店を高知市鴨部1番地1に移転。
- 1974年6月12日 - 資本金を4,000万円に増資。
- 1978年9月18日 - 本店を現在地に移転。
- 1993年4月1日 - 高知日産プリンス販売株式会社発足に伴い、モーター系車種を販売開始。併せて一宮営業所を(旧)高知日産から譲り受ける。
- 2000年1月1日 - 商号を株式会社日産サティオ高知に変更。
- 2014年2月1日 - サニービル建て替えに伴い、本店が同一敷地内に建設中のちより街テラスビル1階にちより街テラス店としてリニューアル。

## 事業所
- ちより街テラス店 - 高知市知寄町二丁目1番37号
- ココパルコ - 高知市朝倉南町8番20号
- 野市店 - 香南市野市町西野2542番地1
- 四万十店 - 四万十市古津賀四丁目7番地
- 須崎店 - 須崎市大間東町156番地
- 安芸店 - 安芸市伊尾木492番地15
- 稲荷町店　カーニバル高知 - 高知市稲荷町138番地1

### かつて運営していた店舗
- 一宮店 - 高知市薊野南町21番41号
- アルズ朝倉店 - 高知市朝倉丙323番地1
- 西店 - 高知市鴨部高町5番31号
- 土佐道路店 - 高知市朝倉南町9番18号。西店・土佐道路店は統合し、「ココパルコ」として移転リニューアルオープンした。

## 高知県内の他日産車販売店
- 高知日産プリンス販売

## 提供番組（全て過去）
- 土曜22:00 - 22:54枠（テレビ朝日木曜20時枠時代劇〈例外あり〉→新春ワイド時代劇〈テレビ東京、1時間枠分割版〉→THE夜もヒッパレ（高知放送）※その後の嵐にしやがれや現在放送中の土曜ドラマでは、スポンサーの差し替えは行っていない。
- JNNフラッシュニュース（テレビ高知・曜日により異なる）